# Nurlyjan Sharjan
Nurlyjan Sharjan (18 de abril de 2000) es un deportista kazajo que compite en judo. Ganó una medalla de bronce en los Juegos Asiáticos de 2022 y una medalla de bronce en el Campeonato Asiático de Judo de 2022, ambas en la categoría de –100 kg.

## Palmarés internacional
| Juegos Asiáticos    | Juegos Asiáticos       | Juegos Asiáticos  | Juegos Asiáticos |
| Año                 | Lugar                  | Medalla           | Categoría        |
| ------------------- | ---------------------- | ----------------- | ---------------- |
| 2022                | Hangzhou (China)       | Medalla de bronce | –100 kg          |
| Campeonato Asiático |                        |                   |                  |
| Año                 | Lugar                  | Medalla           | Categoría        |
| 2022                | Nursultán (Kazajistán) | Medalla de bronce | –100 kg          |